# Ralph Baenziger

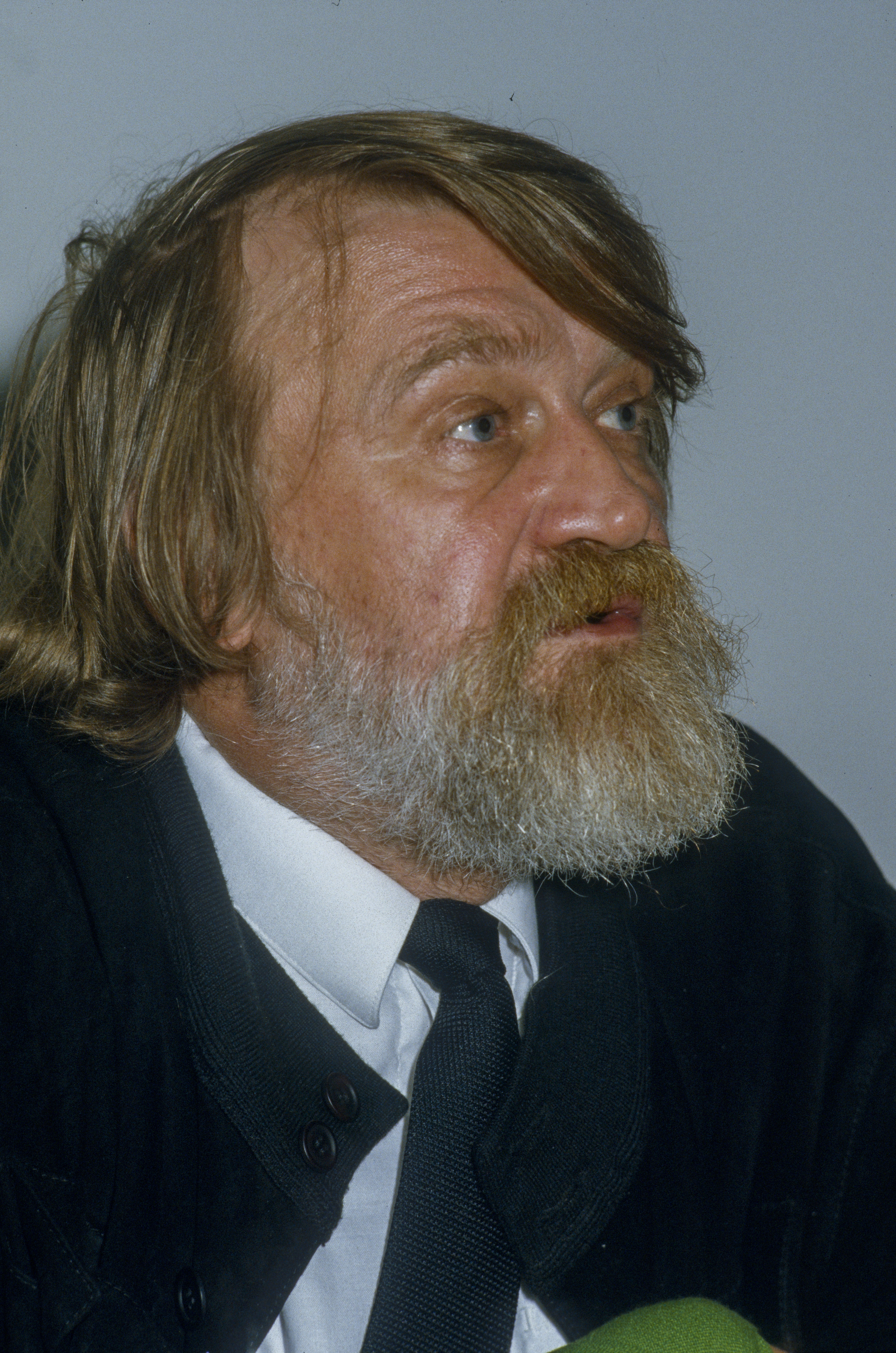
Ralph Bänziger 1991

Ralph Baenziger (* 22. Februar 1940 in St. Gallen) ist ein Schweizer Architekt und Kurator, der in Zürich arbeitet.

## Leben
Aufgewachsen in St. Gallen, kam Baenziger bereits in der Kindheit mit der Eisenbahn in Kontakt. Als Besitzer einer grossen Modelleisenbahn trug er in der Schulzeit den Kosenamen «Tschi-Tschi». Er absolvierte die Kantonsschule St. Gallen und schloss mit der Matura Typ C ab. Während des Architekturstudiums an der ETH in Zürich verdiente er ein Zubrot auf dem Güterbahnhof.
Baenziger war namhaft an der Planung der Überbauung beim Zürcher Hauptbahnhof beteiligt. Ein erstes Projekt für eine Gleisüberbauung «HB-Südwest» im Bereich der Perronhalle aus den 1870er-Jahren scheiterte, weil die alte Halle von Wanner unter Denkmalschutz gestellt wurde. Der 1978 ausgeschriebene Architekturwettbewerb für ein redimensioniertes «HB-Südwest» im Bereich des Gleisfeldes und der neuen Perronhalle aus den 1930er-Jahren gewann ein Team um Baenziger. Obwohl das auf 1,5 Milliarden Franken veranschlagte Projekt zwei Volksabstimmungen passierte, scheiterte es 1992 an zerstrittenen Projektparteien und an der wirtschaftlichen Lage. Vier Jahre später wurde das neue Projekt «Eurogate» gestartet, an dem Baenziger wieder beteiligt war. Es scheiterte aber 2001 an den notwendigen Vorinvestitionen der SBB und an Einsprachen des VCS.
Seit 2014 betreibt Baenziger das Art Dock Zürich, eine Galerie für Schweizer Gegenwartskunst in den letzten Hallen des ehemaligen Güterbahnhofs, die Mitte 2021 abgebrochen werden sollen. Er wohnt und arbeitet in Nebenräumen der Halle.